# يابرة
يابُرة أو يافورة أو يبورة (بالبرتغالية: Évora‏) أو إيفورا[بحاجة لمصدر] تقع في جنوب البرتغال على خط عرض موازٍ للعاصمة لشبونة، وتبعد عنها نحو 140 كيلومترا. وهي من أقدم المدن الأوروبية تاريخا وما زالت أسوار العصر الروماني تحيط بها، كما أن بها كثيرا من الآثار للحقبة الرومانية والعصر الإسلامي وما بعده. وهي تقع على لائحة اليونيسكو مدينة تراث إنساني، كما أن مؤشر نوعية الحياة فيها يضعها في المركز الثاني في البرتغال، بينما تضعها بعض المصادر البرتغالية في المركز الأول. وهي مدينة داخلية بعيدة عن الساحل ويحيط بها من الشمال نهر تاجة ومن الجنوب منطقة الغرب (Algarve)، بينما تقع الحدود الإسبانية على مقربة 80 كيلومترا إلى الشرق منها. وهي عاصمة إقليم الينتيجو وأكبر مدينة فيه. ويعود تاريخ المدينة إلى أكثر من ألفي سنة ويعود الاسم إلى نوع من الأشجار ينتشر حول المدينة. دخلها الرومان في عام 57 قبل الميلاد وبنوا حولها سورا ما زال معظمه قائما حتى اليوم. واكتسبت شهرتها من موقعها الاستراتيجي في محور كثير من الطرق البرية عبر أوروبا. وهي زاخرة بكثير من الآثار الرومانية مثل المعابد والحمامات والآثار الأخرى.

## تاريخ

### الإسلامي
جاء ذكرها في نزهة المشتاق: 
دخل المسلمون يابُرة في عام 715 ميلادية بقيادة طارق بن زياد، الذي أطلق عليها اسم «يابُرة»، واستمر حكم المسلمين  عبر حقبة مزدهرة حتى عام 1165 ميلادية، انتشرت خلالها المزارع حول المدينة وبنيت فيها قلعة منيعة ومسجد كبير. وما زالت آثار المسلمين  تشهد بإزدهار هذه الفترة من تاريخ يابُرة. وأشتهر كثير من الشعراء والأدباء من هذه الفترة ومنهم الشاعر عبد المجيد بن عبدون اليابري الذي توجد له دواوين شعر مسجلة وموثقة بجامعة المدينة. وانتقلت المدينة إلى الحكم البرتغالي تحت حكم الملك ألفونسو في عام 1166 وازدهرت خلال العصور الوسطى، وشهدت المدينة كثيرا من الأحداث الملكية من الأسر المتعاقبة على البرتغال وكانت المأوى الملكي في أوقات إتخاذ القرارات المهمة في تاريخ البرتغال. ولكنها في ما بعد تحولت إلى مركز لتجارة العبيد الأفريقيين في طريقهم إلى أمريكا، وكان كثير من أهل المدينة يملكون عبيدا من الزنوج والصينيين وهنود أميركا. وهي فترة لم تكن زاهية في تاريخ المدينة.

## تأسيس
تأسست في المدينة جامعة عام 1559 وتخرج فيها كثير من العلماء والأدباء المشهورين في تاريخ البرتغال. وأعيد فتح الجامعة الحديثة في عام 1973. وتعبر المدينة عن الحضارات التي مرت عليها عبر شوارعها الضيقة وكثير من التماثيل والمعالم الباقية إلى درجة أن منظمة اليونيسكو أعتبرت يابُرة بمثابة المتحف المفتوح. من أشهر الشخصيات التي سكنت في يابُرة المغامر فاسكو دا غاما الذي امتلك قصرًا رائعًا في المدينة ما زال مفتوحًا لزيارة السياح المدينة. وعاش داغاما في المدينة بين عامي 1519 و1524. ويضم القصر بعض لوحات عصر النهضة الأصلية. وهناك كثير من القصور الأخرى التي تستحق الزيارة في المدينة بعضها يقع تحت اسم عصر الملك ألفونسو، ولكنها في الواقع تعود إلى الحقبة العربية في البرتغال. من هذه القصور قصر الكونت باستو وقصر الدوق كادافال. من الآثار الرومانية الباقية في المدينة ما يسمى معبد ديانا ويعود إلى القرن الأول الميلادي، وهو فريد من نوعه في البرتغال، ويقال إنه بني في عصر الإمبراطور أغسطس. وما زالت أعمدة المعبد المصنوعة من الرخام قائمة حتى الآن. وتتوسط المدينة نافورة يعود تاريخها إلى عام 1556، وبنيت أثناء عصر النهضة الذي جرت خلاله إكتشافات جغرافية حول العالم.

## يابُرة الحديثة
الطريق الأسهل للوصول إلى يابُرة يأتي عبر العاصمة لشبونة، ولا يزيد على الساعتين قيادة على الطريق السريع الذي يمتد شرقًا من العاصمة إلى أعماق الريف البرتغالي الذي يقل التعداد فيه كلما أتجه شرقًا. وتحيط بالمدينة في إقليم ألينتيخا مزارع الكروم والزيتون وأشجار البلوط التي يستخرج منها الفلين، حيث إن المنطقة من أكبر منتجيه في العالم. حصلت المدينة على تصنيف التراث الإنساني من منظمة اليونيسكو في عام 1986، وما زال وسط المدينة محاطا بأسوار تاريخية تحفظ كل الآثار المتناثرة داخل الأسوار. والانطباع الذي يستشفه الزائر فور وصوله إلى يابُرة هو مدى الجمال الطبيعي وأسلوب الحياة ذات الوقع البطيء الذي يخيم على أرجاء المدينة، فلا أحد في عجلة من أمره هنا. وهي مدينة يشار إليها بوصفها متحفا طبيعيا، وتعيش أجواء التاريخ العريق على نحو يومي. ولكنها أيضا مدينة شابة حيث يمثل طلاب الجامعة فيها نحو 10 آلاف من بين تعدادها البالغ 50 ألفا. وبسبب هذا الحضور الشبابي الملحوظ في المدينة، تبلور فيها الإهتمام بالتصميم الحديث إلى جانب التاريخ العريق. وينعكس هذا في البوتيكات 
والمطاعم الحديثة التي ترصع شوارع المدينة. كما تنتشر بالمدينة بعض المعارض الفنية التي تحتوي على كثير من الأعمال الفنية الحديثة.
هي مدينة يمكن أن يستمتع بها الزائر خلال عطلة نهاية الأسبوع، أو أن يقضي بها عدة أسابيع لاكتشاف كنوزها من بين الشوارع الضيقة التي تحيط بها أشجار الليمون ويسمع فيها أصوات الحمام، أو القصور الرائعة التي يكتشف الزائر أنها مفتوحة للعامة، ويستحق كل منها يوما كاملا لاكتشافه. ويمكن للزائر أن يغطي معظم معالم يابُرة بتجوله داخل الأسوار القديمة، فكل المعالم التي تهم الزائر تقع داخل مركز المدينة المحاط بالأسوار الرومانية، ولا تبعد هذه المعالم عن بعضها البعض بأكثر من نصف الساعة سيرا على الأقدام. ولذا من الأفضل ترك السيارات خارج إطار المدينة والتجول فيها بحرية. وخارج إطار أسوار المدينة يمكن زيارة المزارع المنتشرة حول يابُرة التي توفر فرص تناول الطعام في أجواء طبيعية والتجول في حقول الزيتون والكروم ضمن بحيرات وغابات ومزارع خضراء. وتشتهر يابُرة ومقاطعة ألينتيخو بأنواع الأطعمة الشهية التي تعتمد على الخبز والزيتون والخضر والفواكه الطازجة. وتعد المنطقة من مناطق البرتغال المفضلة لعطلات البرتغاليين أنفسهم.
وهي ليست من مناطق البرتغال الثرية وإنما يظهر التواضع في أنماط المعيشة أن المنطقة تغطي بالكاد إحتياجاتها من الزراعة والسياحة وتعتمد أكثر على السياح في تدبير مصادر الدخل طوال العام. وأحد مظاهر الإهتمام السياحي وجود 370 مطعمًا داخل إطار المدينة الصغيرة، أشهرها مطعم «فيالهو» الذي يقدم وجبات برتغالية تقليدية. كما تنتشر الفنادق السياحية المتواضعة، ومن بينها فندقان فقط من فئة 5 نجوم، أحدهما كلاسيكي في طابعه والآخر حديث تمامًا. الفندق الكلاسيكي أسمه «كونفنتو دو ايسبينيرو» وهو أحد فنادق مجموعة «ستاروود»، ويحتل مبنى يعود تاريخه إلى القرن الخامس عشر، وهو يقع بين الحقول الخضراء على مقربة عدة كيلومترات من يابُرة. أما الفندق الحديث فهو يقع في مركز المدينة وأسمه «اكيدوتو» وهو بتصميم حديث وموقع جيد وقريب من معالم المدينة.

## السياح
من المشجع أن تعليقات الأغلبية الساحقة من السياح الذين زاروا يابُرة وقضوا فيها بضعة أيام، كانت إيجابية. فالهدوء يعم المكان رغم أن تصنيف يابُرة هو أنها مدينة وليست قرية، ومعاملة أهلها الطيبة للسياح والخدمات الجيدة من المنافذ السياحية والطقس المعتدل طوال فترات العام.. كانت من العوامل التي شجعت كثيرين ممن قضوا وقتاً طيباً في يابُرة على تأكيد عودتهم السنوية إليها. وهي سهلة في الوصول إليها من العاصمة لشبونة وتوفر ملاذاً هادئًا لمن يريد أن يقضي وقتاً هادئاً في مناخ تاريخي رائع.

## توأمة
ليابُرة اتفاقيات توأمة مع كل من:
- شارتر
- آنغرا دو هروئيسمو
- Vidigueira [الإنجليزية]‏
- سينيس
- سوزدال
- جزيرة موزامبيق
- تونسبرغ

## معرض الصور

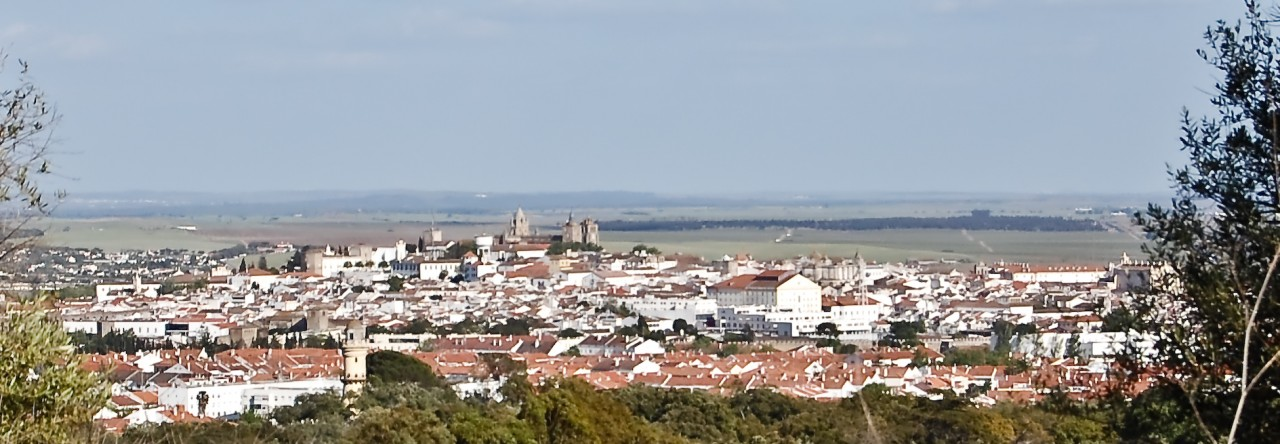
مدينة إيفورا
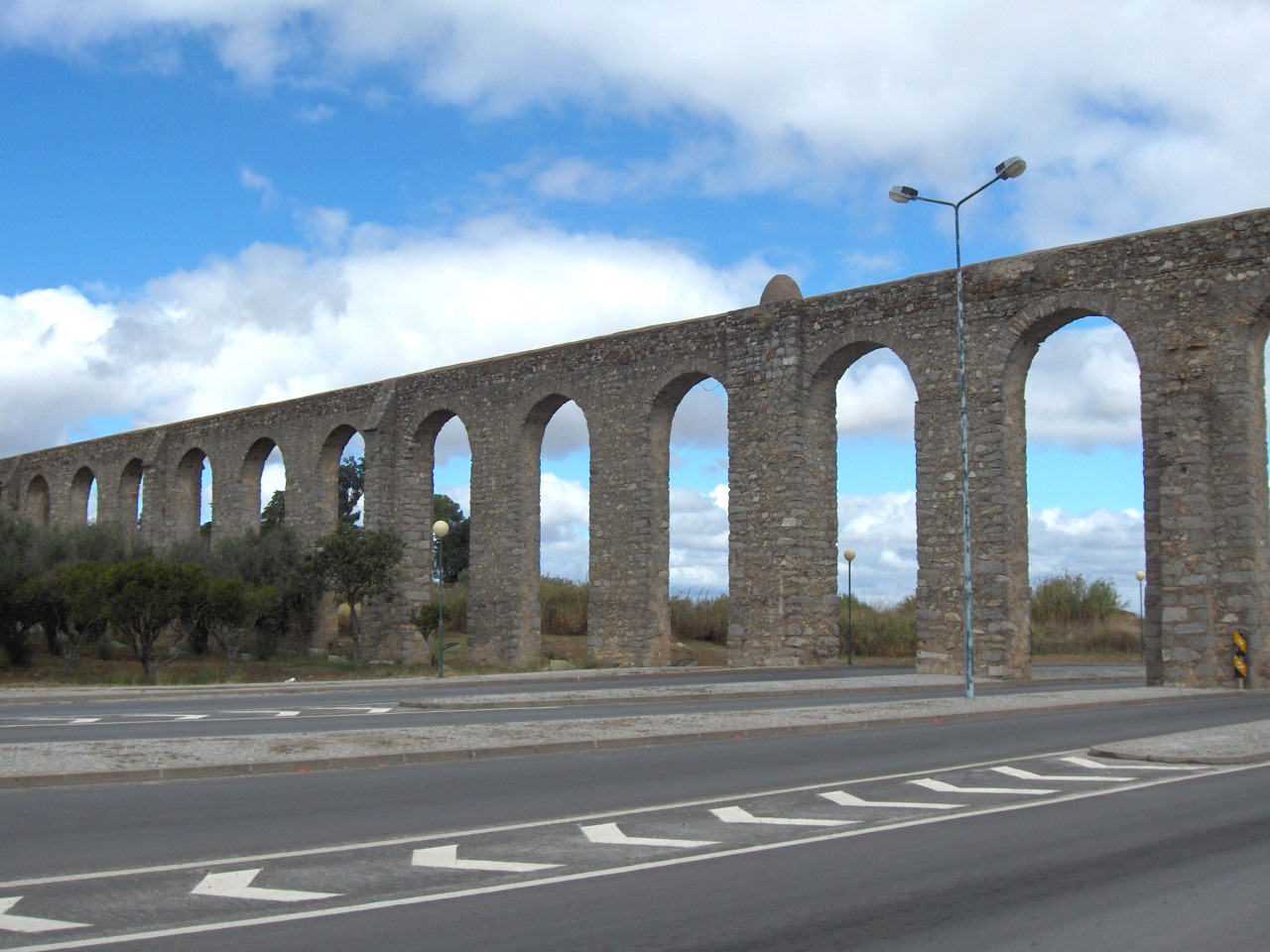
قناة إيفورا
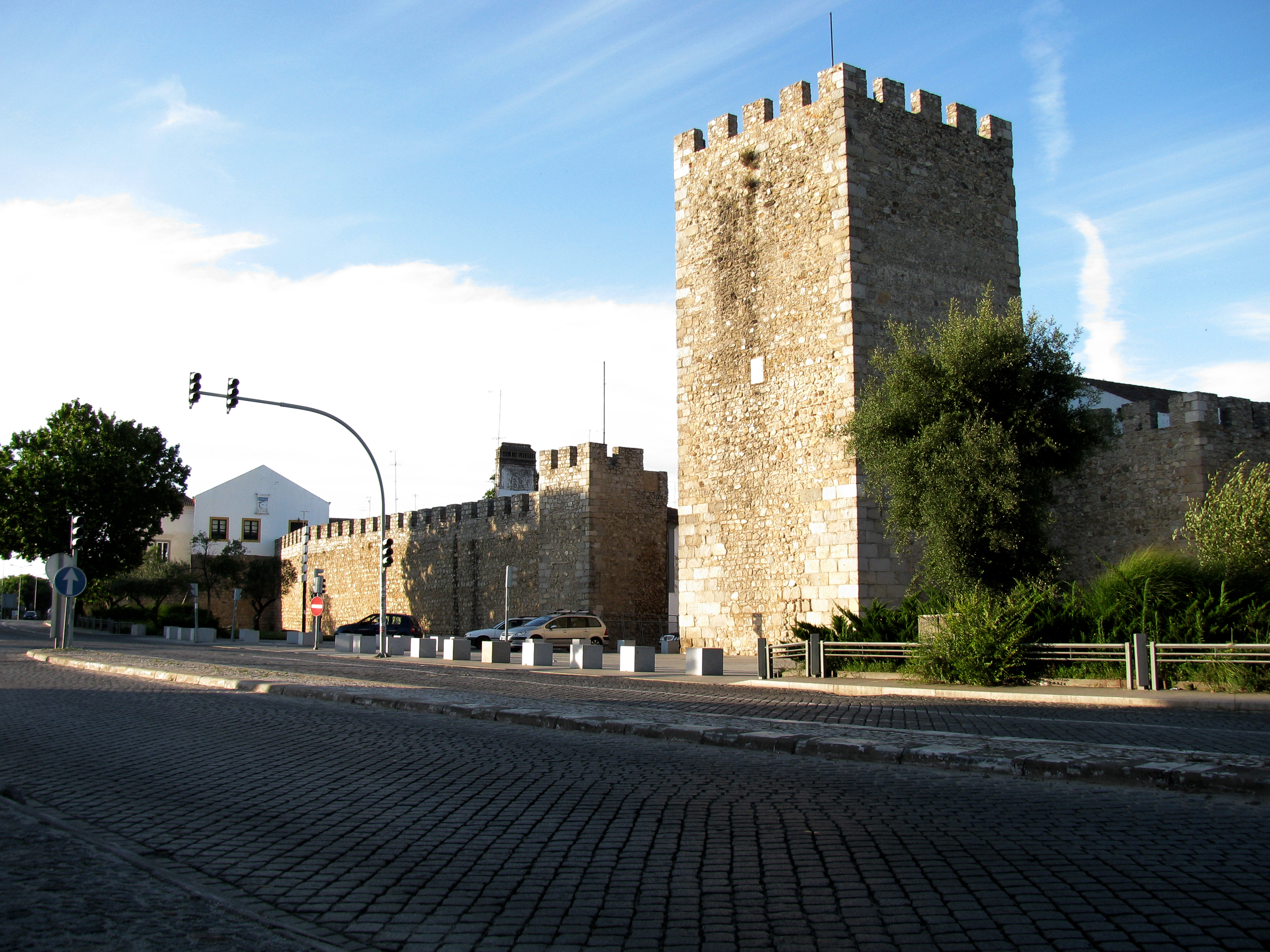
جزء من سور المدينة
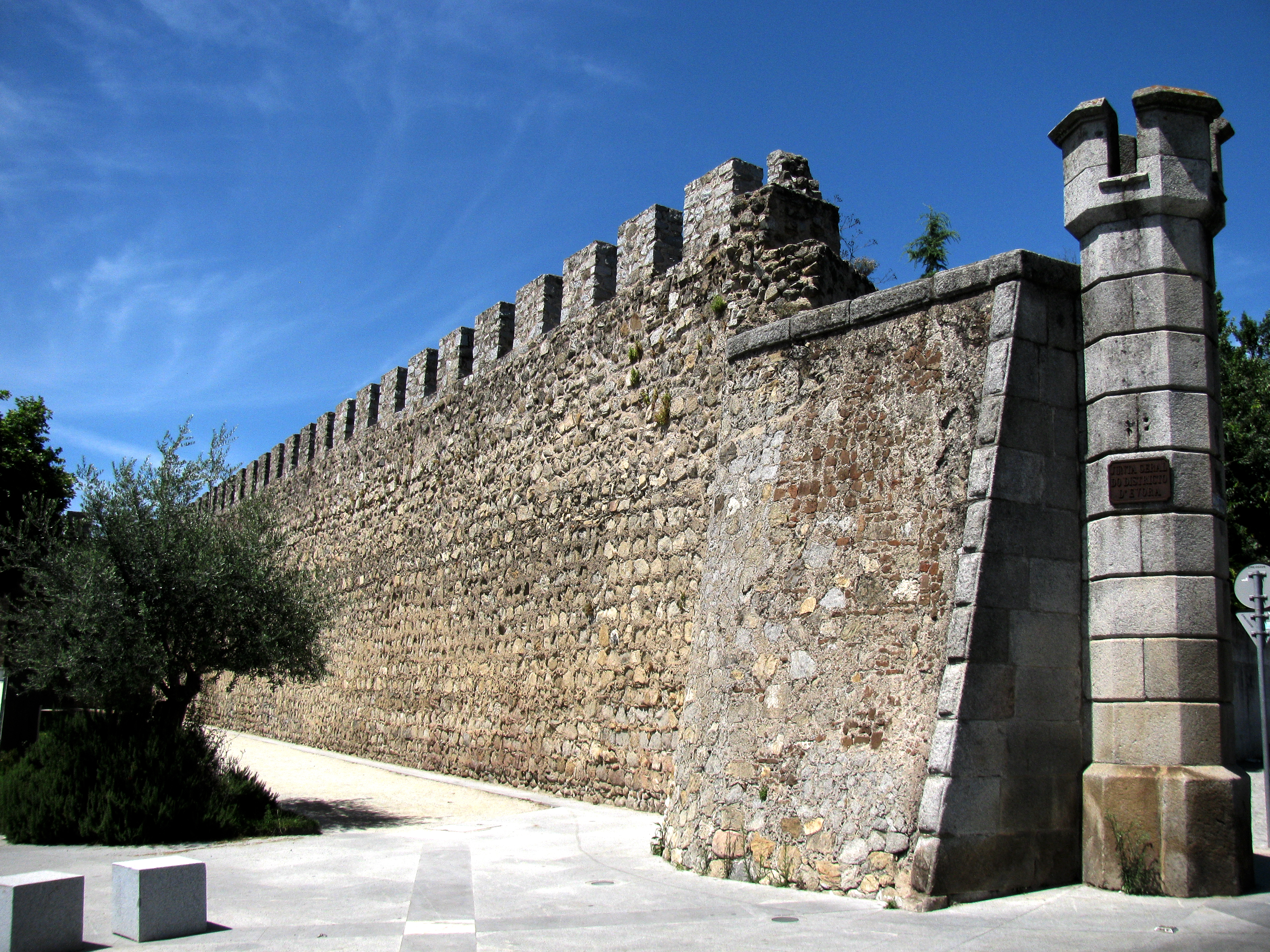
جزء من سور المدينة
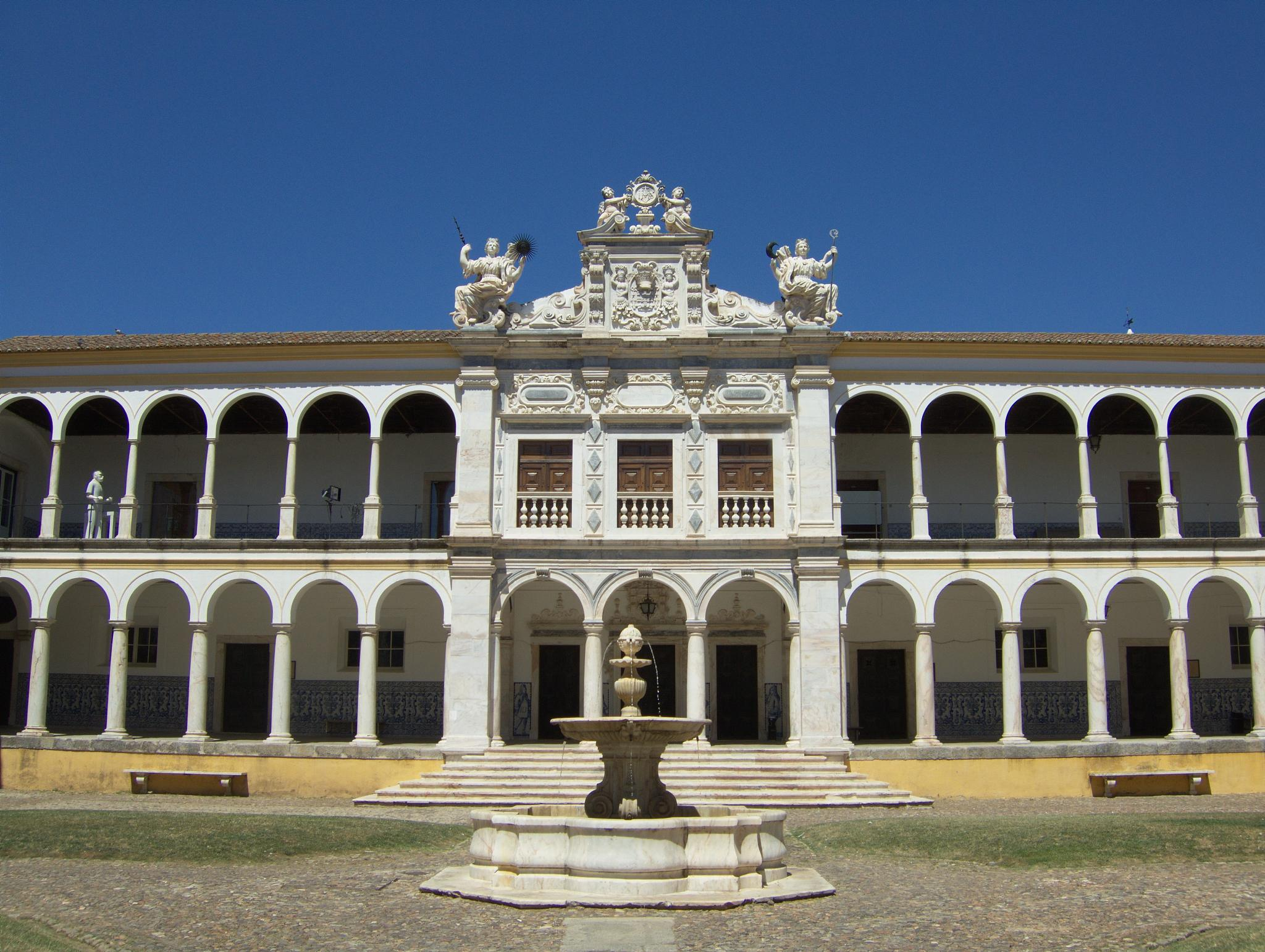
جامعة إيفور
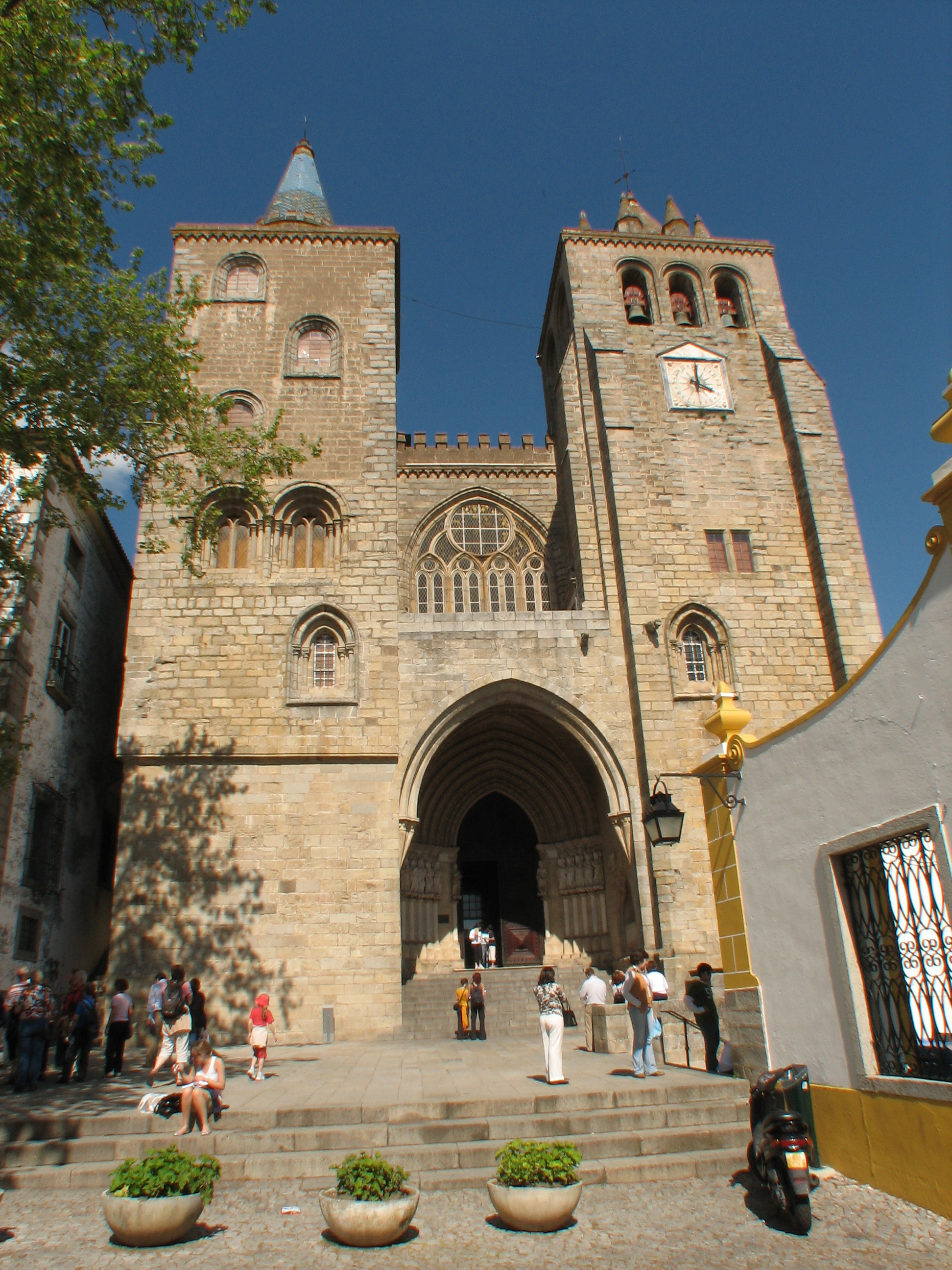
واجهة كاتدرائية إيفورا
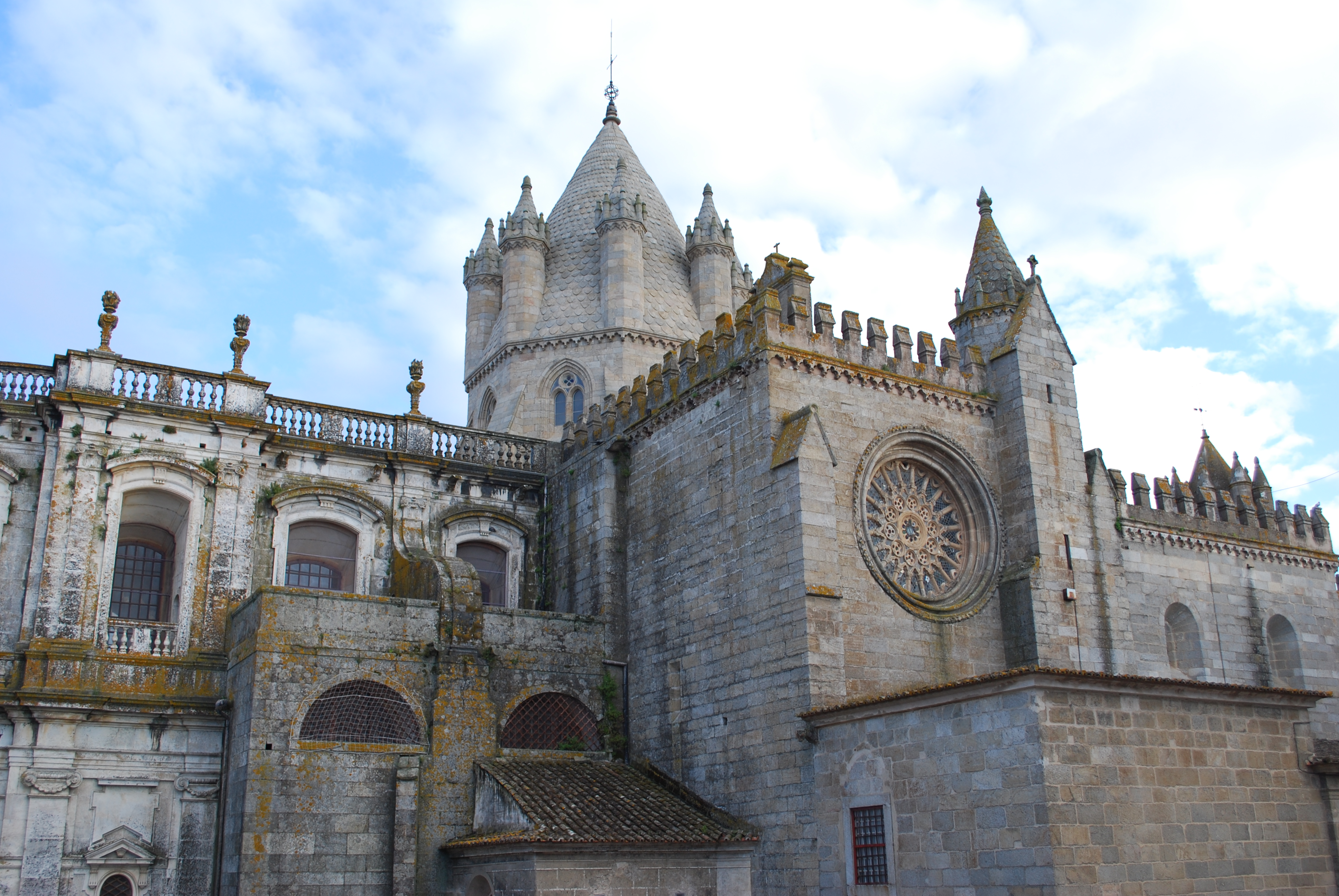
كاتدرائية إيفورا
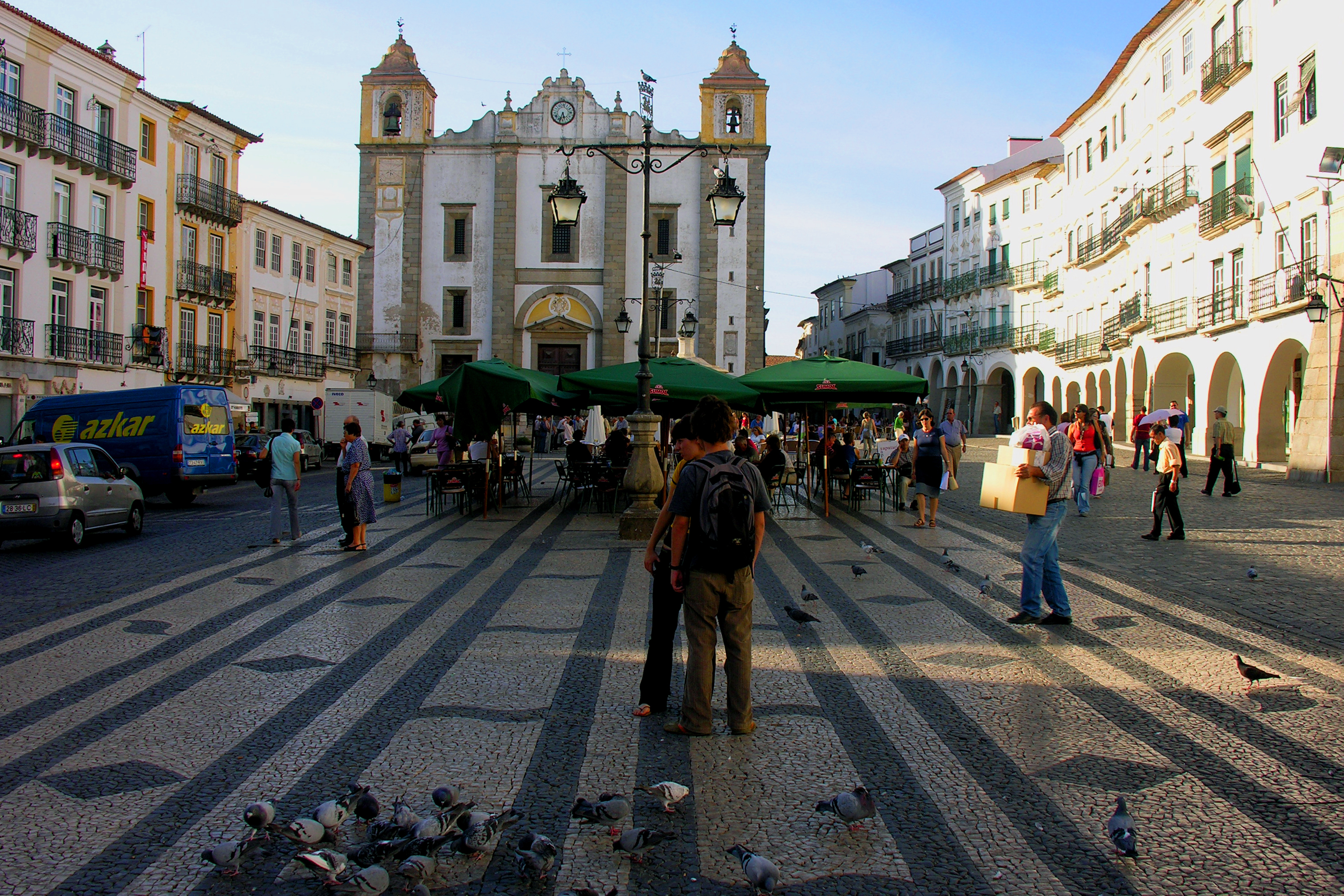
الساحة المركزية
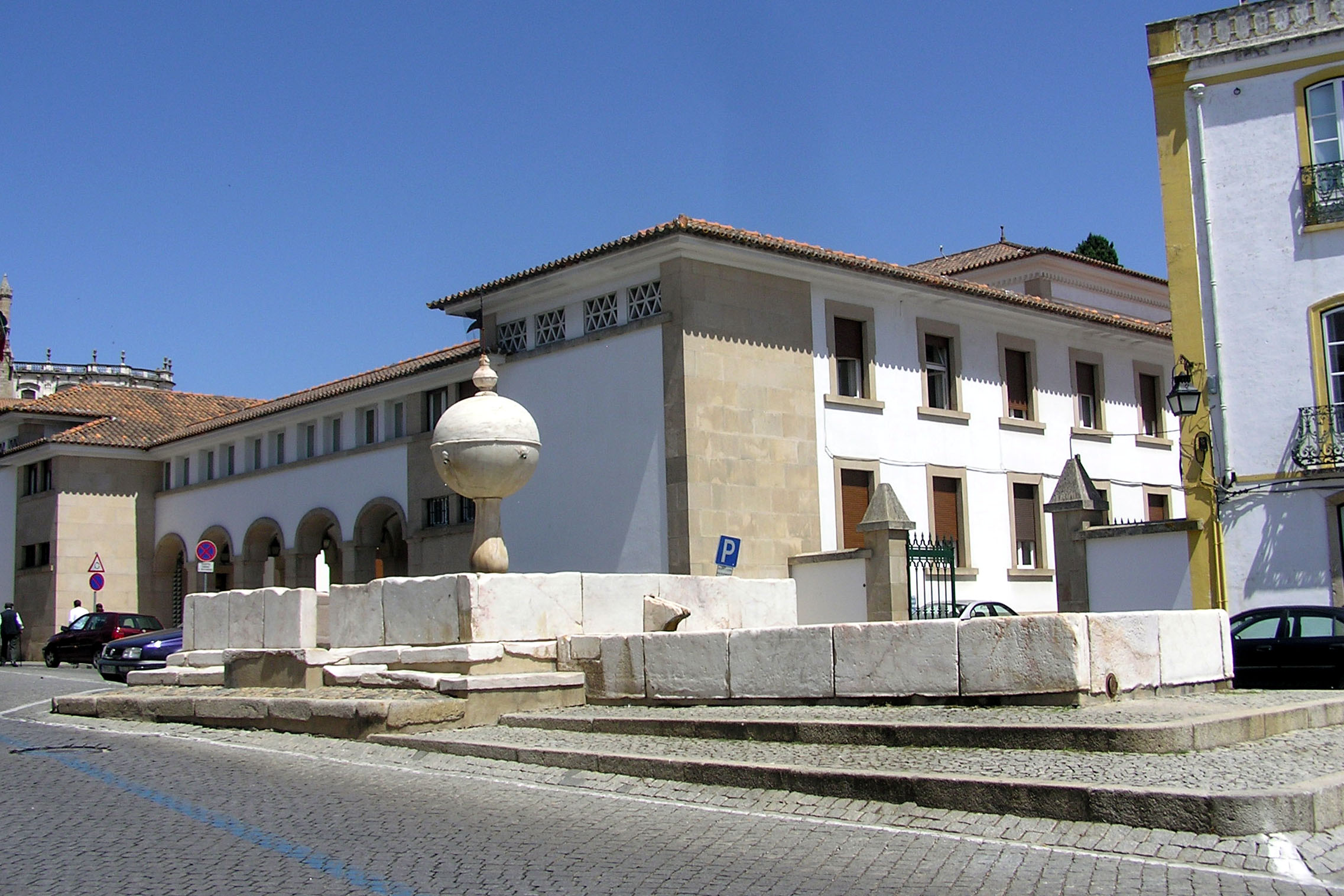
النافورة في وسط المدينة
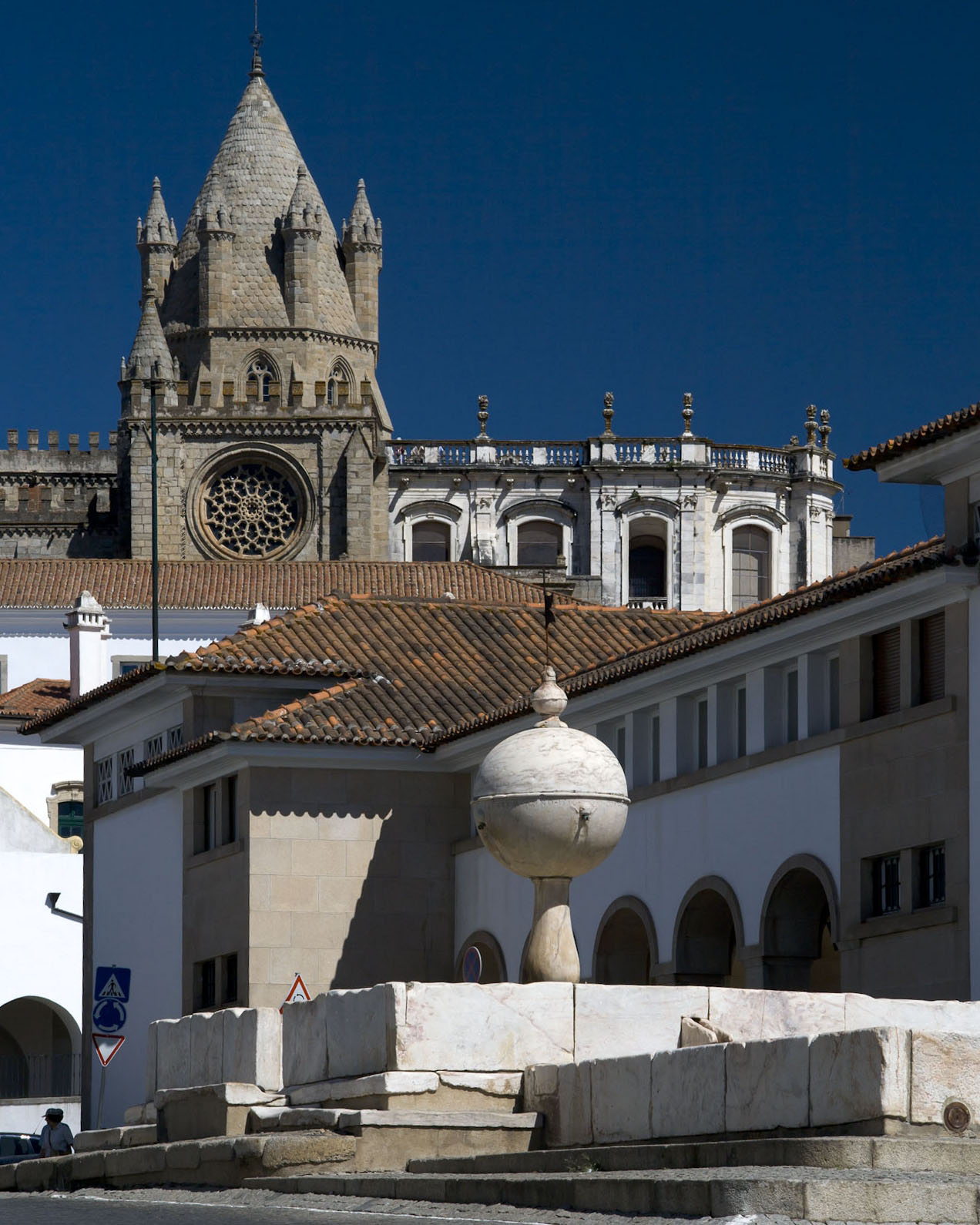
وسط المدينة

## أعلام
- جيل فيسنتي
- برونو غاسبار
- إدغار مارتينز
- باولو توريس
- إيزابيل أفيس
- جواو مانويل أمير البرتغال
- إيزابيل أفيس
- فرنسيسكو دي ميلو
- مانويل مينديز
- أبو يعقوب يوسف بن عبد المؤمن